# 裵学
裵 学（ペ・ハク、朝鮮語: 배학）は、朝鮮民主主義人民共和国の政治家。原油工業相などを歴任した。

## 経歴
出生地や生年月日は不明。原油工業相に任命されるまでの経歴も不明。2013年4月1日に開催された最高人民会議第12期第7回会議で原油工業相に任命され、4月16日にイランで開催された第18回原油化学国際展示会に参加するため同国を訪問し、北朝鮮の鉱物資源とイランの原油でバーター貿易を行うことで合意した。この背景には北朝鮮の主要貿易国である中国からの制裁が予想されるため、経済リスクを分散させるためのと分析されるという。2014年4月9日に開催された最高人民会議第13期第1回会議で原油工業相に再任された。主要原油輸入国である中国との関係が悪化する中2015年4月25日にロシアを訪問し、原油の輸入先の多角化を進めた。2016年8月に原油工業相を解任されていたことがわかった。